# Tarikere
Tarikere é uma panchayat (vila) no distrito de Chikmagalur, no estado indiano de Karnataka.

## Geografia
Tarikere está localizada a 13° 43′ N, 75° 49′ L. Tem uma altitude média de 698 metros (2290 pés).

## Demografia
Segundo o censo de 2001, Tarikere tinha uma população de 34 073 habitantes. Os indivíduos do sexo masculino constituem 51% da população e os do sexo feminino 49%. Tarikere tem uma taxa de literacia de 68%, superior à média nacional de 59,5%: a literacia no sexo masculino é de 73% e no sexo feminino é de 62%. Em Tarikere, 11% da população está abaixo dos 6 anos de idade.